# Corethropalpa
Corethropalpa is een geslacht van vlinders van de familie sikkelmotten (Oecophoridae), uit de onderfamilie Oecophorinae.

## Soorten
- C. homophanes Turner, 1939
- C. melanoneura (Meyrick, 1884)
- C. rhododactyla Turner, 1944